# Het oosten is rood
Het oosten is rood of Dongfang hong is een communistisch Standaardmandarijns lied. Het was een de facto volkslied van de Volksrepubliek China tijdens de culturele revolutie. De tekst van het lied is opgedragen aan Li Youyuan, een boer uit Shaanxi. Het werd het officieuze volkslied van China, nadat Tian Han, de schrijver van Mars van de vrijwilligers, door de rode gardisten werd mishandeld. Dongfang hong werd hardop gespeeld vanuit de grenstorens op de grens van China en het toen Britse Hongkong. Hierdoor dachten vele inwoners van Hongkong dat dit het echte volkslied was.
In 1965 werd ter gelegenheid van de nationale feestdag een grote opvoering gehouden in de Grote Hal van het Volk, getiteld Dongfang hong, waar, na Het oosten is rood talloze andere bekende communistische liederen gespeeld werden. Deze opvoering is nog steeds erg bekend in China.

## De tekst van het lied, invereenvoudigd Chinees
东方红，太阳升，
中国出了个毛泽东。
他为人民谋幸福，
呼尔嗨哟，他是人民大救星！
毛主席，爱人民，
他是我们的带路人，
为了建设新中国，
呼尔嗨哟，领导我们向前进！
共产党，像太阳，
照到哪里哪里亮。
哪里有了共产党，
呼尔嗨哟，哪里人民得解放！

## De tekst van het lied, inHanyu Pinyin
Dōngfāng hóng, tàiyáng shēng,
Zhōngguó chūle ge Máo Zédōng,
Tā wèi rénmín móu xìngfú,
Hū-ěr-hei-yo, tā shì rénmín dà jiùxīng!
Máo zhǔxí, ài rénmín,
Tā shì wǒmén de dàilùrén
Wèile jiànshè xīn Zhōngguó,
Hū-ěr-hei-yo, lǐngdǎo wǒmén xiàng qiánjìn!
Gòngchǎndǎng, xiàng tàiyáng,
Zhàodào nǎlǐ nǎlǐ liàng,
Nǎlǐ yǒule Gòngchǎndǎng,
Hū-ěr-hei-yo, nǎlǐ rénmín dé jiěfàng!

## Vertaling
Het oosten is rood, de zon rijst op.
China heeft Mao Zedong voortgebracht.
Hij maakt het volk blij en gelukkig,
Hoera, hij de grote redder der mensenlevens.
Voorzitter Mao houdt van het volk,
Hij is onze gids,
Om een nieuw China te bouwen,
Hoera, hij leidt ons voorwaarts!
De Communistische Partij is net als de zon,
Waar zij schijnt, is het licht.
Waar de Communistische Partij is,
Hoera, daar zijn de mensen bevrijd!